# Dallas City
Dallas City è una città degli Stati Uniti d'America che si trova tra la contea di Hancock e la contea di Henderson nello Stato dell'Illinois. La popolazione era di 945 persone al censimento del 2010, un calo rispetto ai 1,055 nel censimento del 2000.

## Storia
Dallas City fu progettata nel 1848, e fu chiamata così in onore di George M. Dallas, 11º Vicepresidente degli Stati Uniti d'America, dal 1845 al 1849. Un ufficio postale è stato in funzione a Dallas City dal 1850.

## Geografia fisica
Dallas City è situata a 40°38′12″N 91°09′55″W (40.636565, -91.165256).
Secondo lo United States Census Bureau, ha un'area totale di 3,272 miglia quadrate (8,47 km²).

## Società

### Evoluzione demografica
Secondo il censimento del 2000, c'erano 1,055 persone.

### Etnie e minoranze straniere
Secondo il censimento del 2000, la composizione etnica della città era formata dal 99,72% di bianchi, lo 0,09% di nativi americani, e lo 0,19% di due o più etnie. Ispanici o latinos di qualunque razza erano lo 0,57% della popolazione.